# رون هال
رون هال (بالإنجليزية: Ron Hall)‏ هو لاعب كرة قدم أمريكية أمريكي، ولد في 30 أبريل 1937 في غرانيت سيتي في الولايات المتحدة.

## وصلات خارجية
- رون هال على موقع مرجع كرة القدم المحترفة.كوم (الإنجليزية)